# Kristaps Sotnieks
Kristaps Sotnieks (* 29. Januar 1987 in Riga, Lettische SSR) ist ein lettischer Eishockeyspieler, der seit August 2022 bei den Rytíři Kladno in der tschechischen Extraliga unter Vertrag steht.

## Karriere
Kristaps Sotnieks begann seine Karriere beim HK Riga 2000, für den er 2004 im B-Team, das an der lettischen Meisterschaft teilnahm, debütierte. Zudem kam er zu fünf Einsätzen in der ersten Mannschaft, die an der offenen belarussischen Liga teilnahm. Aufgrund des Lockout in der National Hockey League gehörten der ersten Mannschaft Spieler wie Kārlis Skrastiņš, Sergejs Žoltoks und Darby Hendrickson an, so dass es für den 18-jährigen Sotnieks schwer war, einen Stammplatz in der ersten Mannschaft zu bekommen. Am Ende der Spielzeit 2004/05 gewann der HK Riga 2000 die lettische Meisterschaft.
Nach der Rückkehr der NHL-Spieler nach Nordamerika gehörte Sotnieks in der folgenden Spielzeit zum Stammpersonal des HK in der belarussischen Meisterschaft und erreichte mit seinem Team den dritten Platz in dieser. Aufgrund der Schließung der belarussischen Liga für ausländische Clubs spielte Sotnieks Verein in den folgenden zwei Jahren ausschließlich in der lettischen Eishockeyliga und er gehörte zu verlässlichsten Verteidigern seiner Mannschaft, die 2006 und 2007 zwei weitere lettische Meistertitel gewann.
Als im Frühjahr 2008 der KHL-Teilnehmer Dinamo Riga gegründet wurde und ankündigte, hauptsächlich lettische Nationalspieler verpflichten zu wollen, gehörte Sotnieks zunächst nicht zu den Kandidaten für einen Platz im KHL-Kader. Zunächst war er als Führungsspieler in der Defensive des HK Riga 2000, der in der Spielzeit 2008/09 als Dinamos Farmteam agierte, vorgesehen. Doch im Trainingslager und den anschließenden Vorbereitungsspielen erkämpfte sich Sotnieks einen Platz in der Verteidigung Dinamos. Insgesamt absolvierte er in der Saison 49 KHL-Partien für Dinamo, in denen im zwei Tore gelangen.
Zwischen 2016 und 2018 stand Sotnieks beim HK Lada Toljatti, verpasste aber in beiden Spieljahren mit Lada die KHL-Play-offs. Im Juni 2018 kehrte er zu Dinamo zurück.

### International
Schon früh in seiner Karriere vertrat Sotnieks sein Heimatland bei internationalen Turnieren. So nahm er an einer U18- und zwei U20-Weltmeisterschaften teil. Dabei musste er bei der U20-Weltmeisterschaft 2006 mit der lettischen Juniorenauswahl den Abstieg in die Division I hinnehmen.
Seit 2008 ist er festes Mitglied der lettischen Nationalmannschaft und nahm sowohl an der Weltmeisterschaft 2009 als auch der Qualifikation zu den Olympischen Winterspielen 2010 in Vancouver teil. In drei Qualifikationsspielen steuerte Sotnieks zwei Assists bei und trug damit zur erfolgreichen Qualifikation seines Teams bei.
Bisherige Höhepunkte seiner Länderspielkarriere waren die Teilnahmen an den Olympischen Winterspielen 2010 und 2014.

## Erfolge und Auszeichnungen
- 2005 Lettischer Meister mit dem HK Riga 2000
- 2006 Lettischer Meister mit dem HK Riga 2000
- 2007 Lettischer Meister mit dem HK Riga 2000
- 2013 Gewinn des Nadeschda-Pokals mit Dinamo Riga

## Karrierestatistik

### International
Kristaps Sotnieks vertrat Lettland bei:
| - U18-Junioren-Weltmeisterschaft 2005 Division I - U20-Junioren-Weltmeisterschaft 2006 - U20-Junioren-Weltmeisterschaft 2007 Division I - Qualifikation zu den Olympischen Winterspielen 2010 - Weltmeisterschaft 2009 - Olympische Winterspiele 2010 - Weltmeisterschaft 2010 - Weltmeisterschaft 2011 - Weltmeisterschaft 2012 | - Weltmeisterschaft 2013 - Olympische Winterspiele 2014 - Weltmeisterschaft 2014 - Weltmeisterschaft 2015 - Weltmeisterschaft 2016 - Weltmeisterschaft 2017 - Weltmeisterschaft 2018 - Weltmeisterschaft 2019 - Weltmeisterschaft 2021 |

(Legende zur Spielerstatistik: Sp oder GP = absolvierte Spiele; T oder G = erzielte Tore; V oder A = erzielte Assists; Pkt oder Pts = erzielte Scorerpunkte; SM oder PIM = erhaltene Strafminuten; +/− = Plus/Minus-Bilanz; PP = erzielte Überzahltore; SH = erzielte Unterzahltore; GW = erzielte Siegtore; 1 Play-downs/Relegation; Kursiv: Statistik nicht vollständig)